# Mary Cassattová
Mary Stevenson Cassattová (22. května 1844, Pensylvánie, Spojené státy – 14. června 1926, Château de Beaufresne poblíž Paříže, Francie) byla americká malířka. Značnou část svého života strávila ve Francii, kde se také seznámila s Edgarem Degasem a později vystavovala s proslulými impresionisty. V roce 1894 ji Gustave Geffroy zařadil mezi „tři nejvýznamnější impresionistické malířky“ po boku Marie Bracquenmondové a Berthe Morisotové. Jejím nejčastějším uměleckým námětem byly scény z každodenního života žen, zobrazení matek s dětmi a intimní atmosféra rodinného života.

## Raný život a vzdělání
Mary Cassattová se narodila v Allegheny City v Pensylvánii do úspěšné rodiny makléře. Cassattová v dětství hodně cestovala, mimo jiné strávila pět let v Evropě a navštívila mnoho významných měst, jako Londýn, Paříž a Berlín. V cizině se naučila německy a francouzsky a také získala své první lekce v kresbě a hudbě. I přes protesty své rodiny se Mary již v 15 letech vydala studovat malířství na Pensylvánskou akademii umění ve Filadelfii. Jelikož jí ale nevyhovovalo pomalé tempo studia a povýšený přístup učitelů a jejích mužských kolegů, rozhodla se v roce 1866 odjet do Paříže studovat staré mistry. Jelikož ženy ještě nemohly studovat v pařížské akademii École des Beaux-Arts, Cassattová začala docházet na soukromé lekce vysoce uznávaného Jean-Léona Gérôma. V roce 1869 byl jeden z jejích obrazů vybrán porotou do pařížského Salonu, kam Cassattová poté posílala svá díla po dalších deset let. V létě 1870 se Cassattová vrátila do Ameriky. Její otec se stále stavěl proti její malířské kariéře a platil jí pouze nejzákladnější životní potřeby. Cassattová kvůli nedostatku financí a závislosti na rodině dokonce zvažovala, že s malířstvím skončí a sežene si nějaké zaměstnání. Brzy ale její dílo získalo pozornost arcibiskupa ve Filadelfii, který ji požádal o vytvoření kopií Correggia v italské Parmě. V roce 1871 se Mary znovu vydala do Evropy.

## Impresionismus
Během návštěvy Evropy byl jeden z jejích obrazů (Balkon z roku 1872) přijat do Salonu a navíc také našel kupce. V Parmě získala Cassattová mnoho obdivovatelů a byla podporována tamější uměleckou skupinou. Poté cestovala do Španělska a Holandska, kde studovala díla starých mistrů. V roce 1874 se usadila ve Francii, kam za ní později přijela z Ameriky celá rodina. 
Cassattová sveřepě kritizovala konvenčnost a zastaralost Salonu a způsob vybírání obrazů pro výstavy, který znevýhodňoval ženy. V roce 1877, kdy její obrazy byly odmítnuty Salonem, pozval ji Edgar Degas, aby vystavovala s impresionisty. Cassattová Degase velmi obdivovala a pozvání na výstavu s impresionisty přijala s nadšením. Cassattová propagovala impresionisty a jejich díla v Americe, působila jako poradkyně pro sběratele umění a navíc impresionisty podporovala i finančně. V roce 1886 proběhla 1. impresionistická výstava i v Americe.
Na radu malíře Camilla Pissarra si pronajala zámeček ve vesnici Bachivillers, kde si zřídila ateliér. V něm pracovala na velkém plátnu pro světovou výstavu v Chicagu 1893 s námětem alegorické oslavy moderní ženy.  V roce 1894 zakoupila zámek Beaufresne ve vesnici Mesnil-Théribus na sever od Paříže, který se stal jejím rodinným sídlem. Žila a tvořila zde až do své smrti.

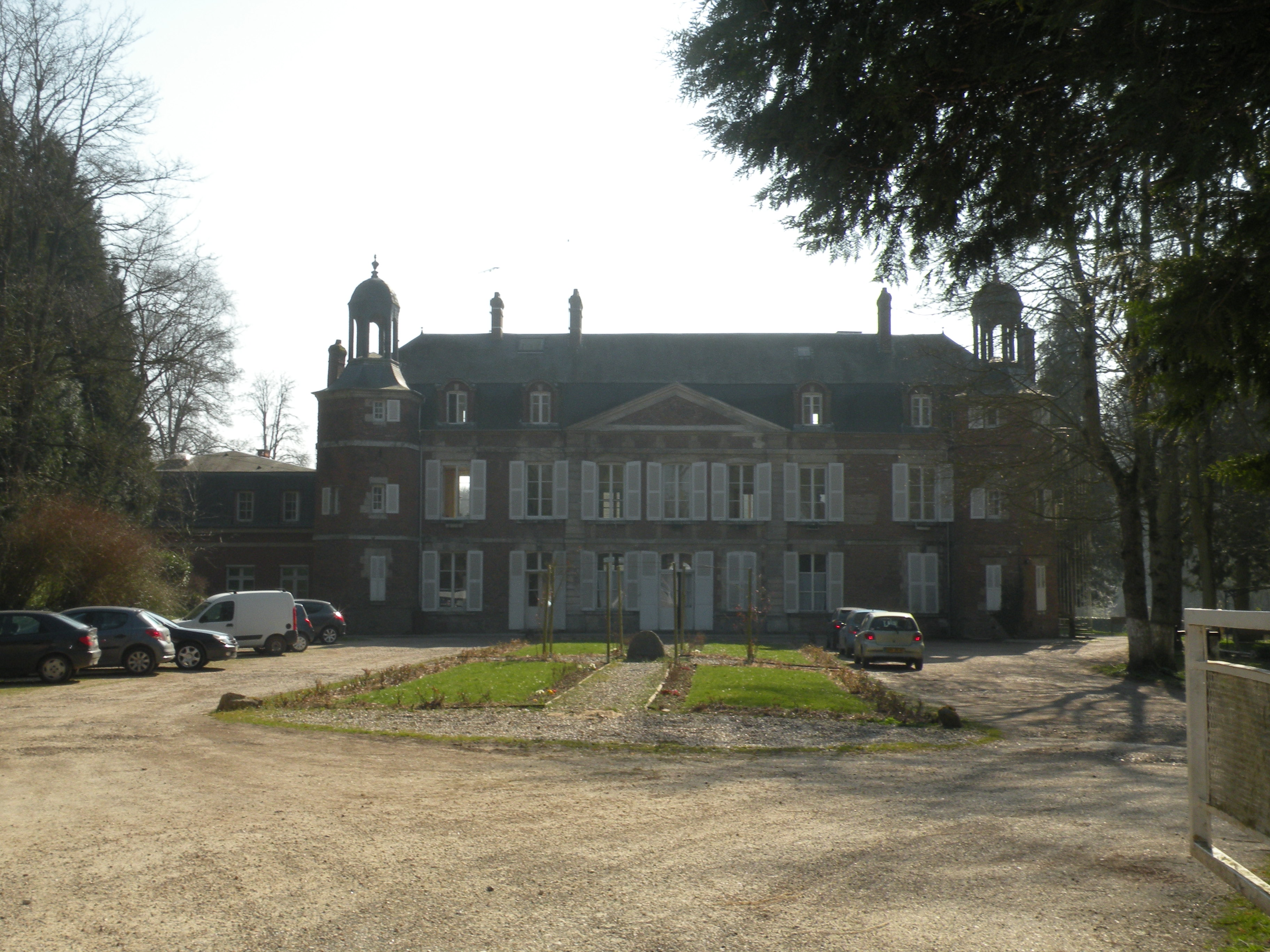
zámek Beaufresne v Le Mesnil-Théribus

Cassattová později začala pracovat jednodušším stylem a také experimentovala s různými technikami – mimo jiné například s grafikou. Vytvořila řadu barevných grafických listů ve směsi akvatinty a suché jehly. Také na nich se jako častý motiv objevuje matka s dítětem. Jedním z klíčových podnětů formujících její osobitý malířský styl byly japonské grafiky, které viděla na výstavě v Paříži v roce 1890. 

## Pozdní život
Mary Cassattová byla malířsky aktivní i v devadesátých letech 19. století a i přes rozpad impresionistické skupiny zůstávala s některými malíři v kontaktu. Cassattová ke sklonku života onemocněla cukrovkou a roku 1914 téměř oslepla, ale ještě v roce 1915 přispěla patnácti díly sufražetkám na podporu boje žen za volební práva. Mary Cassattová zemřela 14. června 1926 na zámku Beaufresne a pohřbena byla v rodinné hrobce v Mesnil-Théribus.

## Galerie

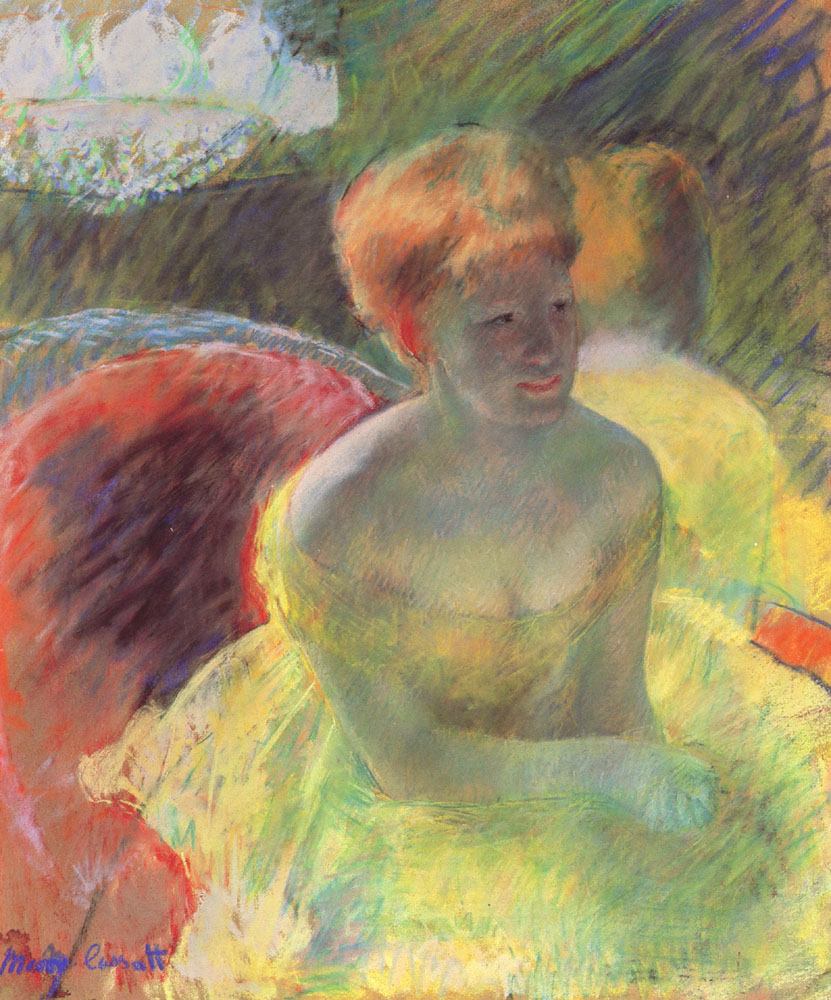
V divadle, 1879
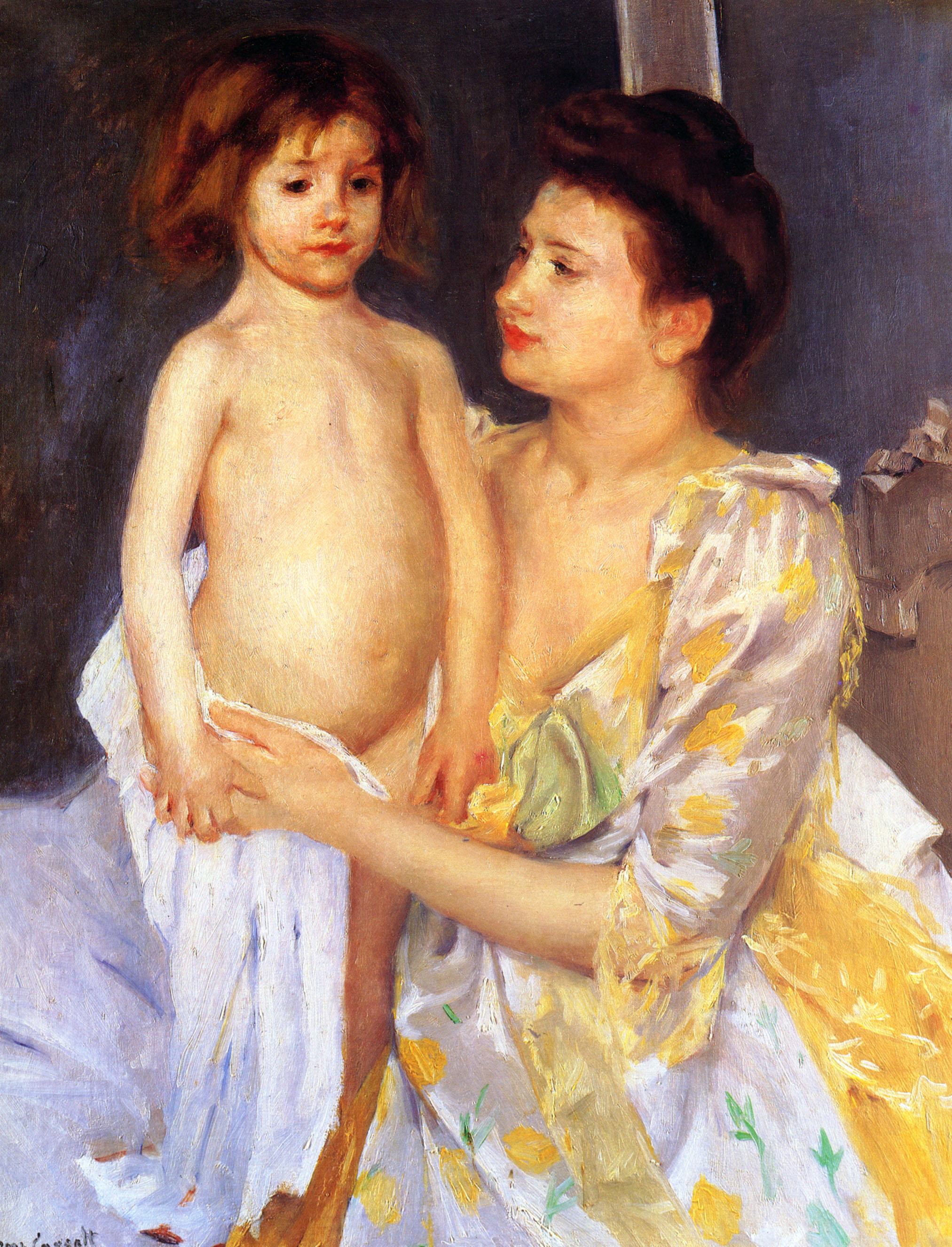
Jules je utírán svou matkou, 1900
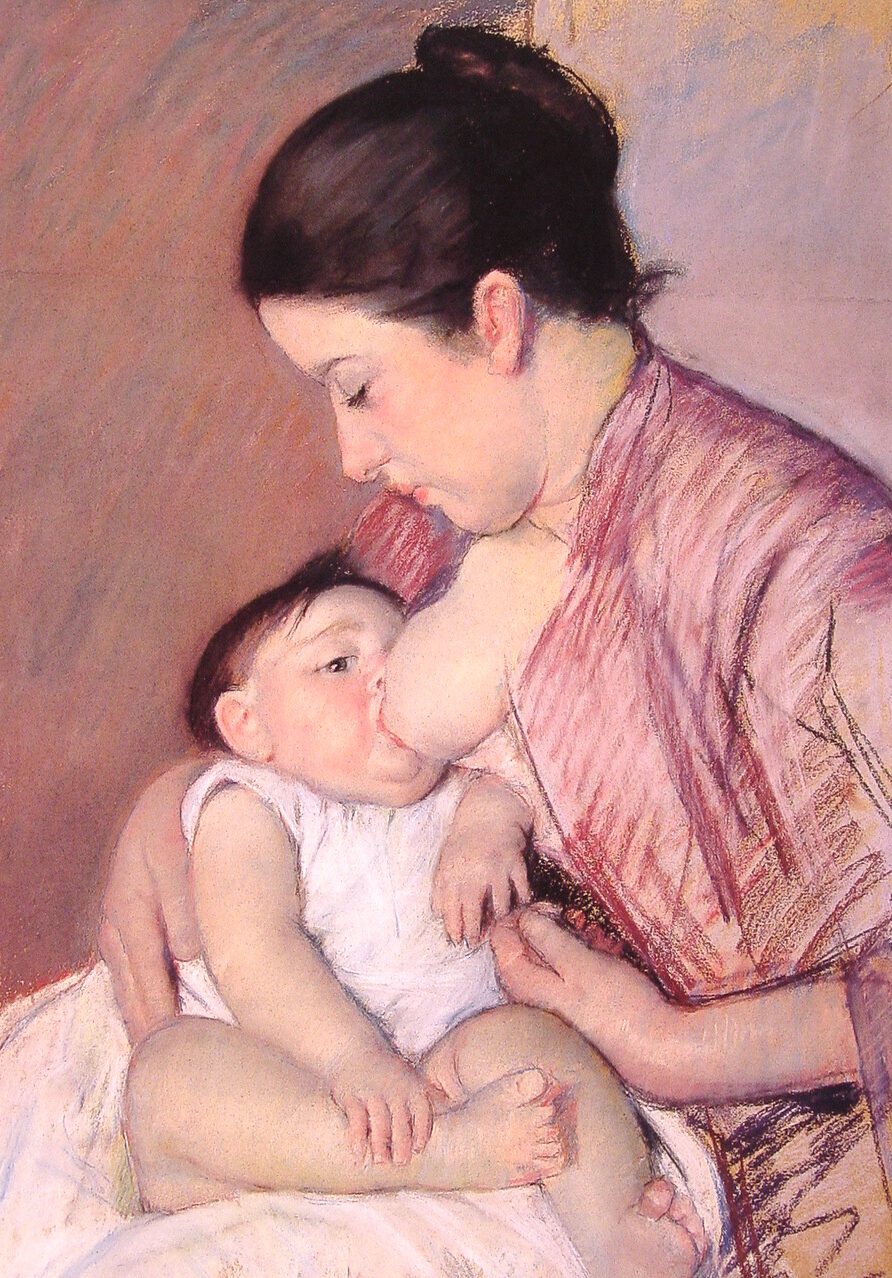
Mateřství (Maternité) (1890)
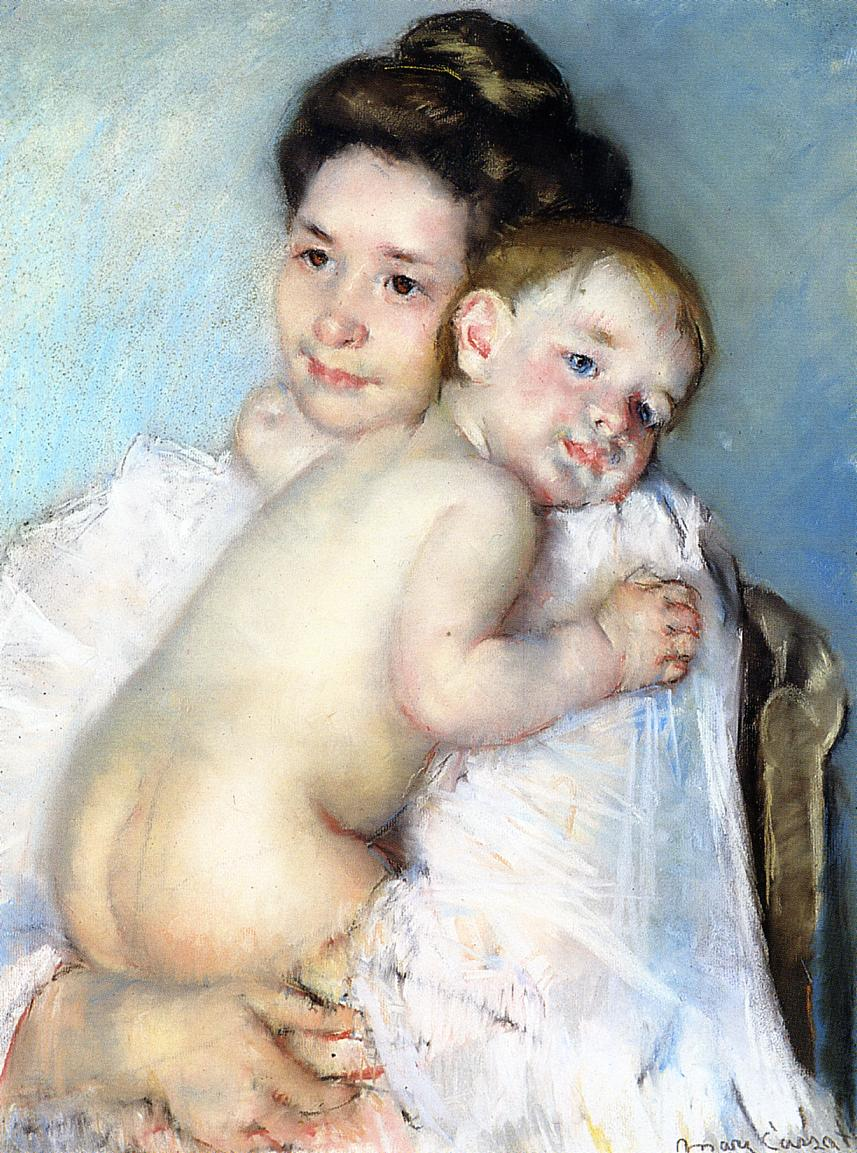
Mladá maminka (nebo Maminka Bertha drží své miminko), cca 1900
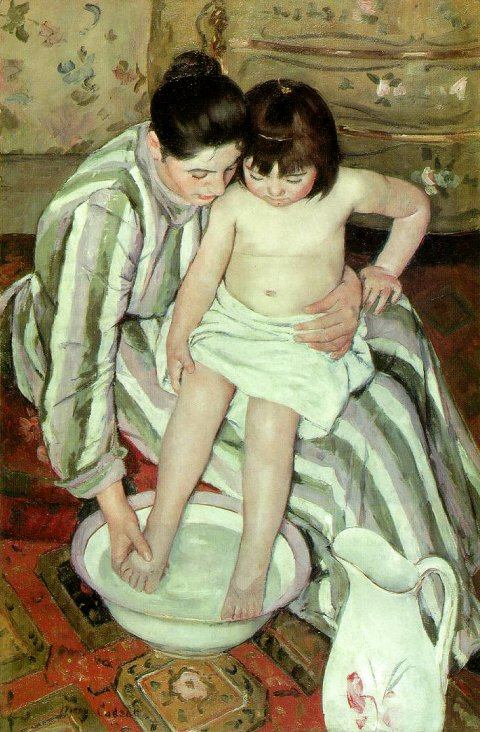
La Toilette, Art Institute of Chicago
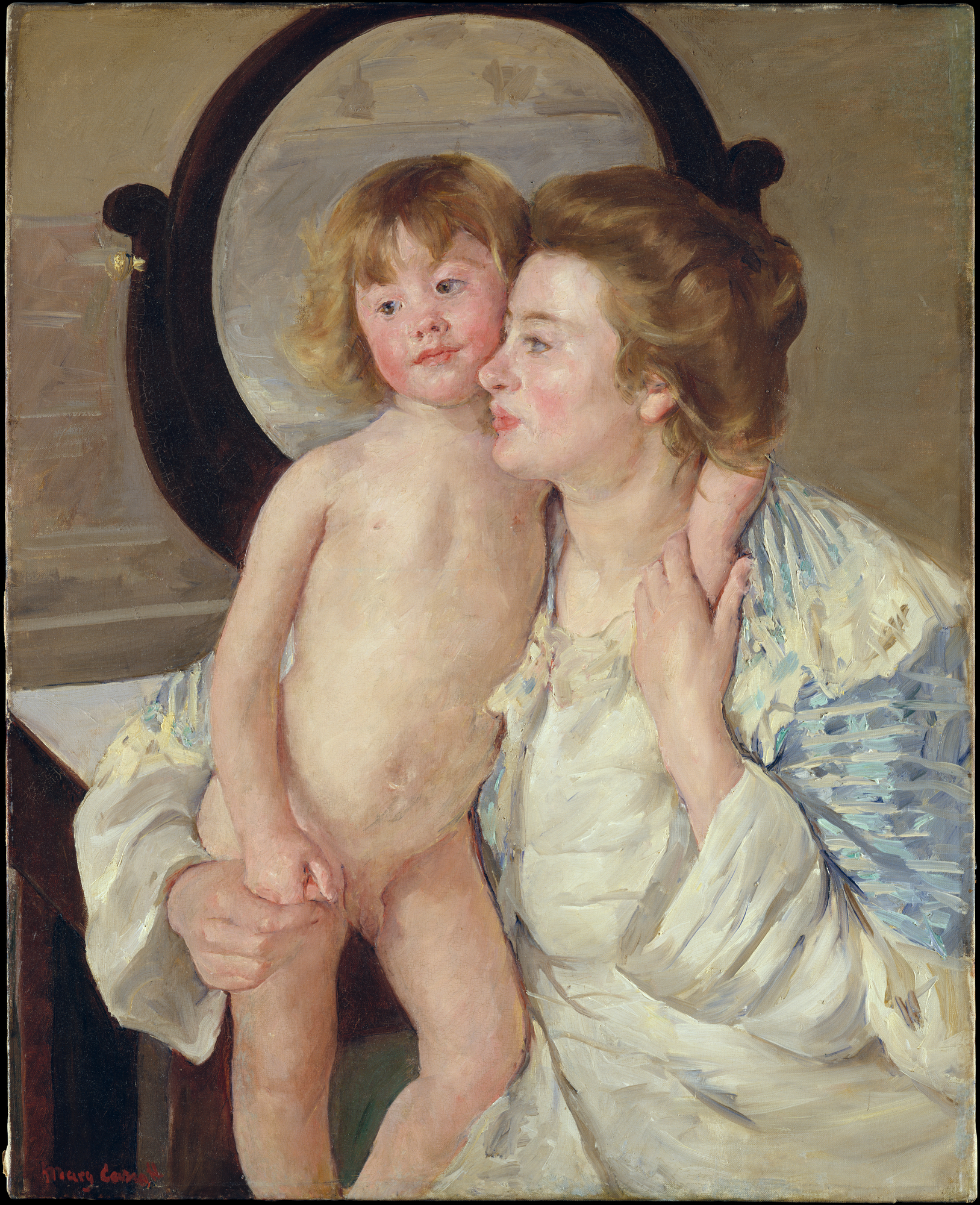
Matka a dítě, The Metropolitan Museum of Art, New York
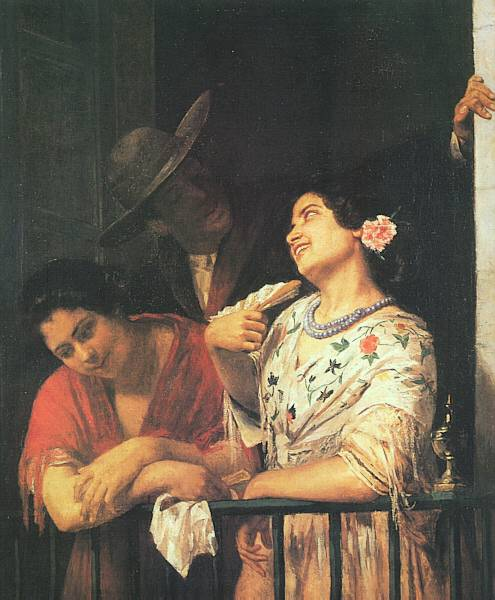
Na balkóně během karnevalu, Philadelphia Museum of Art
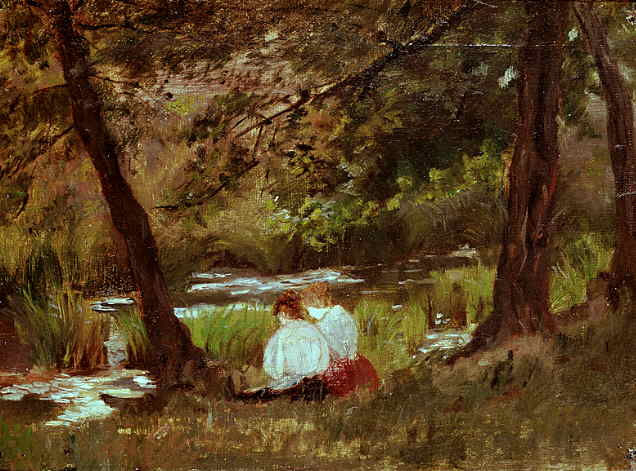
Dvě ženy sedící u řeky
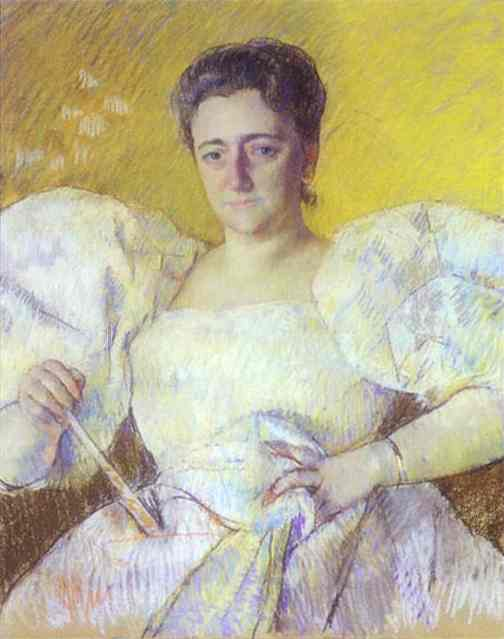
Louisine W. Havemeyer, Shelburne Museum
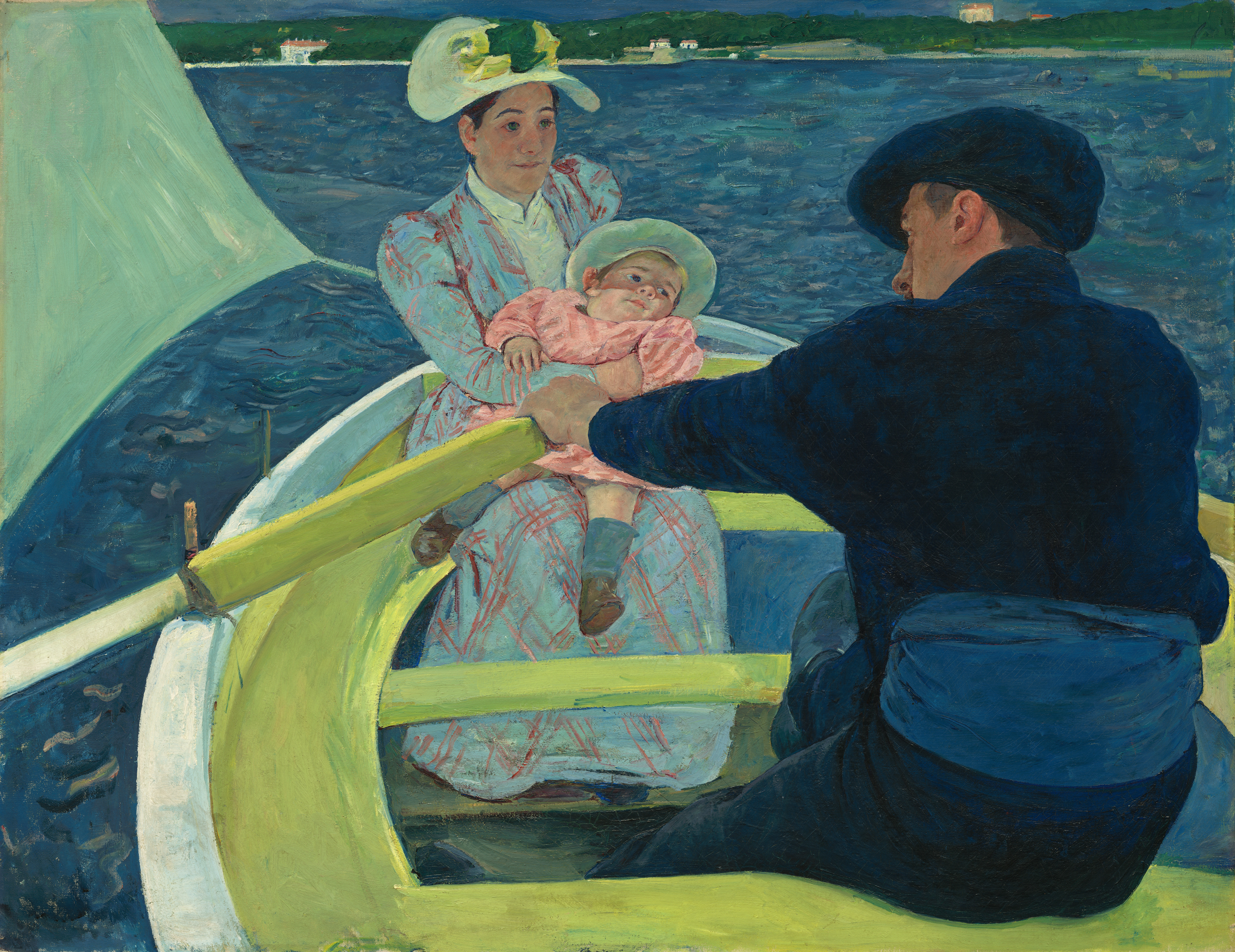
Plavba na lodičce, National Gallery of Art, Washington
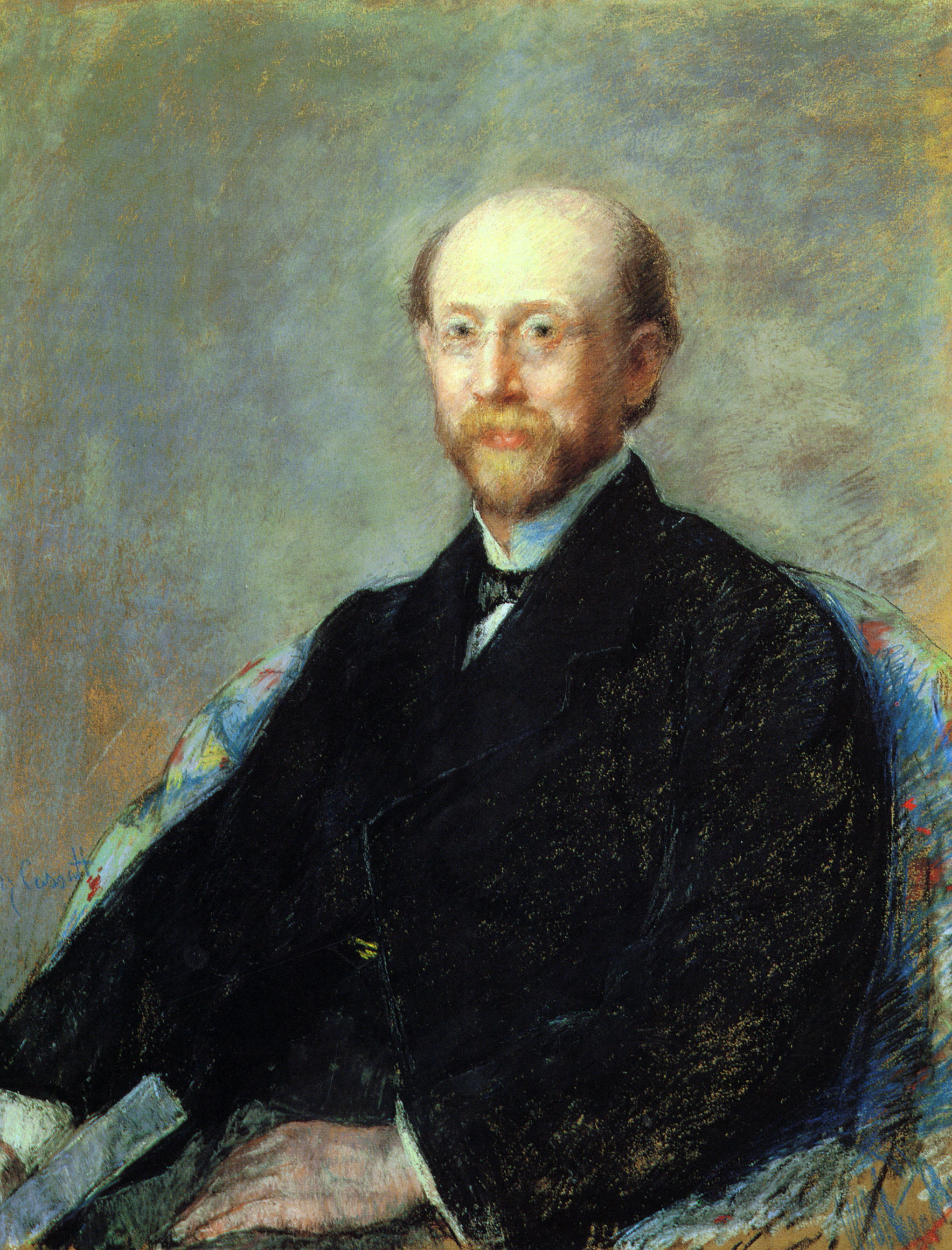
Moise Dreyfus
The Loge